# Stina Blackstenius
Stina Blackstenius (Vadstena, 1996. február 5. –) világbajnoki bronzérmes svéd női válogatott labdarúgó. Az Arsenal játékosa.

## Sikerei

### Klubcsapatokban
Svéd bajnok (2):
- Linköping (1): 2016
- BK Häcken (1): 2020

 Svéd kupagyőztes (3):
- Linköping (2): 2014, 2015
- BK Häcken (1): 2020

### A válogatottban
Svédország
- Világbajnoki bronzérmes (1): 2019
- Olimpiai ezüstérmes (2): 2016, 2020[2]
- U19-es Európa-bajnoki aranyérmes (1): 2015
- U17-es Európa-bajnoki ezüstérmes (1): 2013
- Algarve-kupa győztes: 2018